# Lithuanian Juniors
Das Lithuanian Juniors (auch Lithuanian Junior International genannt) ist im Badminton die offene internationale Meisterschaft von Litauen für Junioren und damit das bedeutendste internationale Juniorenturnier Litauens. Austragungen sind seit 2012 dokumentiert.

## Sieger
| Saison | Herreneinzel        | Dameneinzel              | Herrendoppel                            | Damendoppel                                 | Mixed                                   |
| ------ | ------------------- | ------------------------ | --------------------------------------- | ------------------------------------------- | --------------------------------------- |
| 2012   | Krzysztof Jakowczuk | Martina Repiská          | Milan Dratva Bohumil Kašela             | Kristin Kuuba Helina Rüütel                 | Maciej Dąbrowski Maria Taraszkiewicz    |
| 2013   | Alex Vlaar          | Elin Svensson            | Rodion Alimov Alexandr Kozyrev          | Kati-Kreet Marran Sale-Liis Teesalu         | Rodion Alimov Alina Davletova           |
| 2014   | Wolfgang Gnedt      | Ksenia Evgenova          | Przemysław Szydłowski Mateusz Biernacki | Yana Ignatyeva Kristina Vyrvich             | Aleksandr Vasilkin Kristina Vyrvich     |
| 2015   | Mikkel Enghøj       | Amalie Hertz Hansen      | Joel Eipe Frederik Søgaard              | Kristin Kuuba Helina Rüütel                 | Frederik Søgaard Sara Lundgaard         |
| 2016   | Georgii Karpov      | Anastasiia Pustinskaia   | Egor Kurdyukov Egor Okolov              | Mari Ann Karjus Kati-Kreet Marran           | Egor Kurdyukov Olga Rogova              |
| 2017   | Georgii Karpov      | Maria Delcheva           | Mikhail Lavrikov Georgii Karpov         | Anastasia Osiyanenko Anastasiia Shapovalova | Mikhail Lavrikov Anastasiia Shapovalova |
| 2018   | Christopher Grimley | Romane Cloteaux-Foucault | Christopher Grimley Matthew Grimley     | Magdalena Kulska Zuzanna Parysz             | Wiktor Trecki Magdalena Kulska          |
| 2019   | Varun Kapur         | Talia Ng                 | Ludvig Smith-Meyer Jonas Østhassel      | Catlyn Kruus Ramona Üprus                   | Arthur Boudier Caroline Racloz          |
| 2020   | Joakim Oldorff      | Ania Setién              | Alejandro de Pablo Gabriel Fernández    | Katharina Fink Yasmine Hamza                | Pelayo Pinto Candela Arco               |
| 2021   | Luca Zhou           | Gianna Stiglich          | Iljo van Delsen Yaro van Delsen         | Luna Šaban Iva Sulić                        | Andreas Jakob Lindkvist Mie Andersson   |
| 2022   | Tauri Kilk          | Anna Kovalenko           | Tauri Kilk Robin Schmalz                | Rosalina Langhoff Jasmin Nielsen            | Vilius Bagdanavičius Viltė Paulauskaitė |
| 2023   | Abhishek Kanapala   | Maria Koriagina          | Linus Emmerich Jonas Schmid             | Maria Koriagina Yaroslava Vantsarovska      | Jonathan Belisario Simone Sørensen      |
| 2024   | Lee Yu-jui          | Viltė Paulauskaitė       | Benjamin Horseman Jia Bin Lee           | Maja Janko Kinga Stokfisz                   | Rokas Lesinskas Viltė Paulauskaitė      |